# 宜春県 (吉林省)
宜春県（ぎしゅん-けん）は中華人民共和国吉林省にかつて存在した県。現在の松原市扶余市南東部に相当する。
1167年（大定7年）、金代により設置された。元代に廃止された。